# Baccinello
Baccinello est une frazione située sur la commune de Scansano, province de Grosseto, en Toscane, Italie. Au moment du recensement de 2011 sa population était de 271 habitants.
Baccinello était un important village minier, connu pour ses gisements de lignite, où un squelette fossile complet d'Oreopithecus bambolii a été retrouvé le 2 août 1958. Le squelette, surnommé « Sandrone », est conservé au Musée de géologie et de paléontologie de Florence.

## Monuments
- Église San Giovanni Bosco, église paroissiale[1]
- Mine de Baccinello (archéologie industrielle)